# C. Schraders Nachfolger

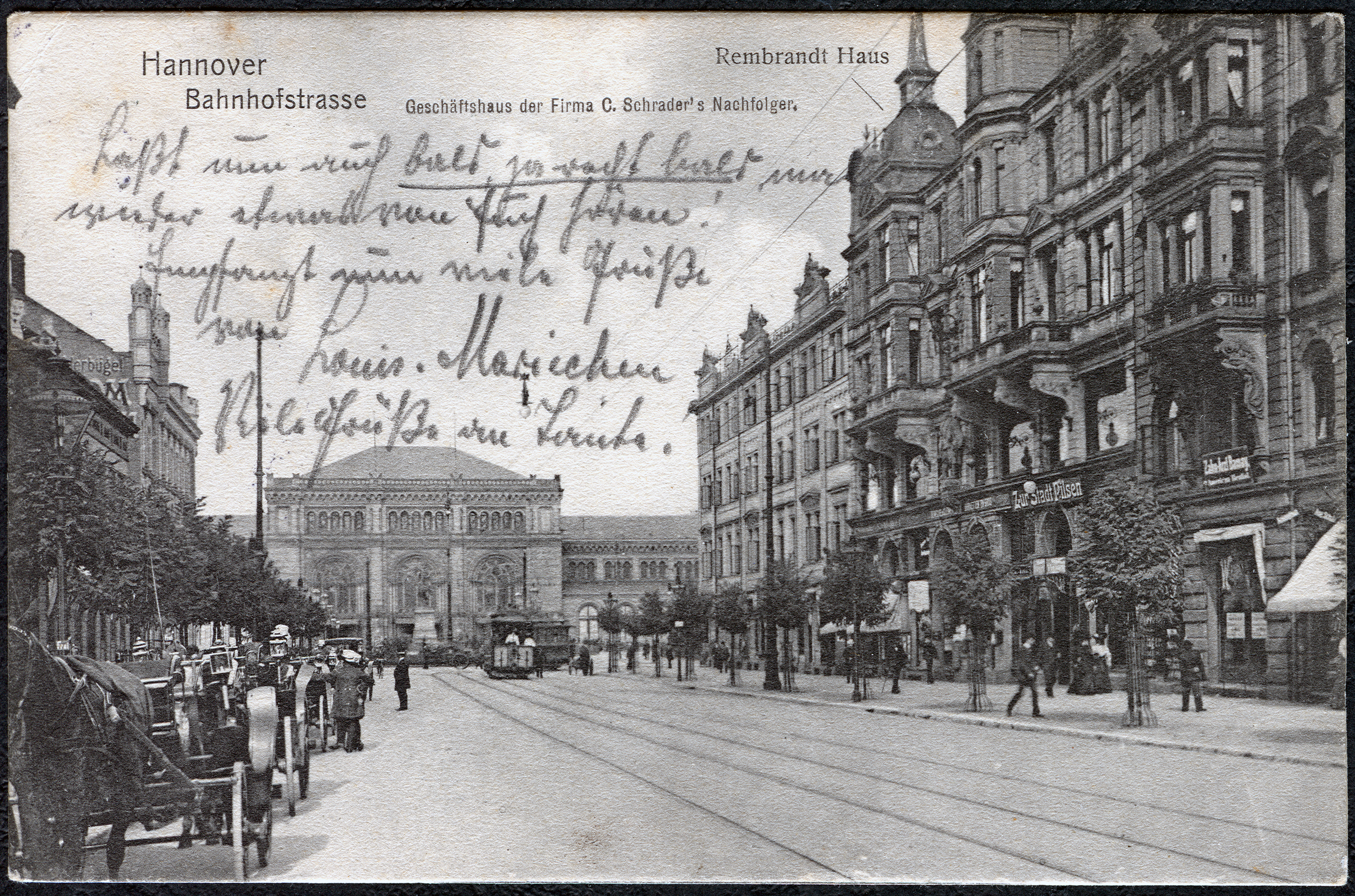
Das von Karl Hantelmann 1899 errichtete „Rembrandt-Haus“ in der Bahnhofstraße in Hannover war das bedeutendste Geschäftshaus von C. Schraders Nachfolger;
Ansichtskarte (Lichtdruck) im Eigenverlag der Firma, um 1900

C. Schrader's Nachfolger in Hannover war ein Ende des 18. Jahrhunderts gegründetes Unternehmen, das neben dem Kunsthandel vor allem Papier-, Mal- und Zeichenutensilien sowie Bürobedarfsartikel anbot.

## Geschichte

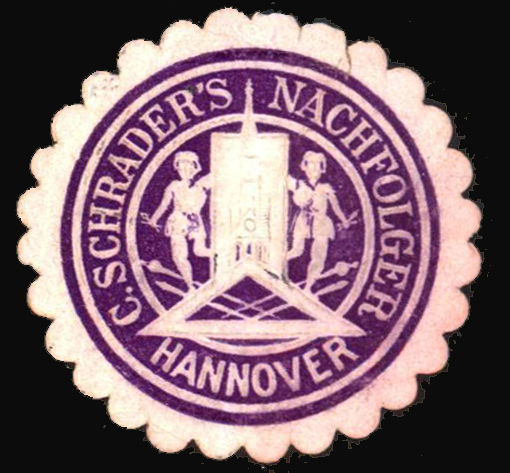
Siegelmarke mit dem Turm der Marktkirche und anderen Details

Ursprünglich wurde die Firma C. Schrader's Nachfolger zur Zeit des Kurfürstentums Hannover gegründet, als der Unternehmer C. G. Schrader beziehungsweise Johann Georg Schrader am 12. Mai 1795 in der Calenberger Neustadt – seinerzeit noch für mehr als ein Viertel Jahrhundert eine selbständige Stadt bis zur Vereinigung mit Hannover – seine „Niederlage von Tapeten, Fußdeckenzeugen, Papier, Farben, Gemälden, Kupferstichen und allen Schreibmaterialien“ eröffnete. Erste Geschäftsadresse war das Haus Lange Straße 6 Ecke Inselstraße Lage
1836 ging das Geschäft auf den Sohn des Unternehmensgründers über, Carl Schrader, der es noch unter der alten Firmierung fortführte, bevor es die neuen Inhaber Theodor Schneeweiß und Hermann Oppermann im Jahr 1850 übernahmen. Fortan firmierte das unterdessen zur Hof-Kunsthandlung in Hannover erhobene Unternehmen als C. Schrader's Nachfolger. Der noch ledige Handlungsgehilfe Carl Christian Theodor Schneeweiß (* 13. Mai 1822 in Rinteln; † 30. März 1884) besaß vor seiner Auswanderung aus dem Fürstentum Schaumburg-Lippe ein Grundstücksvermögen in Höhe von 1.000 Thalern, bevor er am 29. April 1850 nach Hannover ging und dort mit Hermann Oppermann C. Schrader's Nachfolger stellte.
Als Hoflieferant für König Georg V. zählte C. Schrader's Nachfolger 1853 beispielsweise zu den in der Allgemeinen Zeitung öffentlich sichtbaren Subskribenten des Bilderzyklus Geschichte des deutschen Volkes des Malers Karl Heinrich Hermann, um die 15 Kupferstiche direkt in „[...] die Privatbibliothek Seiner Majestät des Königs von Hannover“ liefern zu können.
Durch den Austritt des Teilhabers Oppermann nach nur wenigen Jahren wurde Theodor Schneeweiß zum 1. April 1856 alleiniger „Besitzer“ der Hof-Kunst-, Papier- und Landkarten-Handlung.
Etwa zur gleichen Zeit hatte der Chemiker Carl Hornemann seiner bereits bestehenden Farbenfabrik 1855 ein neu gegründetes „Kunst-Verlagsgeschäft angegliedert“, die er laut einem Geschäftsrundschreiben rund sechs Jahre später zum 1. Juli 1861 jedoch an C. Schraders Nachfolger verkaufte.
Im Jahr 1876 verlegte Theodor Schneeweiß das Geschäft zunächst in das damalige Gebäude Bahnhofstraße 14, in dem nach seinem Tod am 30. März 1884 sein Schwiegersohn Johannes Schlöbcke die Firma übernahm. Lage
Schon im Folgejahr 1885 verlegte Schlöbcke das Geschäft in größere Räumlichkeiten in das Eckgebäude Bahnhofstraße 1, wo er – bei ständig steigenden Umsätzen – vor allem auch das Versandgeschäft ausbauen konnte. Einer der Kunden der im Hause C. Schrader's Nachfolger unter der Fabrikmarke Undurchsichtig hergestellten Briefkuverts war der Maler, Dichter und Karikaturist Wilhelm Busch. Lage
Innerhalb eines Jahrzehnts waren auch in der Bahnhofstraße 1 die Räumlichkeiten bald zu eng geworden, so dass Schlöbcke als Bauherr den Architekten Karl Hantelmann mit der Errichtung eines eigenen Doppelhauses mit gemeinschaftlichem Hof in der Bahnhofstraße 6/7 beauftragte: Das Geschäftshaus Schlöbcke konnte schließlich 1899 bezogen werden. Lage
Im Geschäftshaus Schlöbcke wurde der bis Ende des 19. Jahrhunderts praktizierte Kunsthandel aufgegeben, um stattdessen die Spezialgebiete Papier-, Mal- und Zeichenutensilien zu intensivieren. 1901 nahm Schlöbcke seinen bereits seit 1880 tätigen Mitarbeiter Theodor Gärtner, der schon 1891 Prokura erhalten hatte, als Teilhaber in die Firma C. Schrader's Nachfolger auf. Nach dem Austritt von Johannes Schlöbcke im Jahr 1906 war Gärtner zunächst Alleininhaber, erteilte seinem Mitarbeiter Friedrich Leiberich noch im selben Jahr Prokura und nahm ihn am 1. Juli 1907 als Teilhaber des Unternehmens auf.
Nach den umfangreichen Zerstörungen durch die Luftangriffe auf Hannover im Zweiten Weltkrieg wurde Wolfgang Wallraven im Jahr 1960 Inhaber von C. Schrader's Nachfolger. Dieser verfasste auch die illustrierte Festschrift zum 175sten Gründungsjubiläum des Unternehmens, die in gebundener Form am 12. Mai 1970 erschien.